# Académie de la Grande Chaumière
L'Académie de la Grande Chaumière (acadèmia de la gran casa de camp amb sostre de palla) és una escola d'art del 6è districte (arrondissement) de París, França. Va ser fundada l'any 1902 per Martha Stettler (1870–1945) (sovint escrit "Marthe"), i Alice Dannenberg (1861-1948). Van refusar ensenyar les estrictes regles acadèmiques de la pintura que s'ensenyaven a l'École des Beaux-Arts. Obrí el camí a l'"Art Indépendant" (Art Independent). Va ser reanomenada Académie Charpentier el 1957.
Les seves matrícules tenien un import més econòmic que les de l'Académie Julian.

## Professors
- Alice Dannenburg, Co-fundadora amb Stettler
- Antoine Bourdelle
- Claudio Castelucho (1870-1927)
- André Dauchez (1870-1948)
- André Ménard
- Jean Metzinger
- René Xavier Prinet
- Walter Sickert supervisor.[2] mentre Jacques-Émile Blanche era professor.
- Lucien Simon
- Ossip Zadkine
- Yves Brayeur

## Alumnes
- Joseph Alexander Akerman, Jr. (1930-2011)
- Eero Saarinen
- Boris Anrep
- Ramiro Arrue
- René Aubert (1894–1977)
- Alf Bayrle (1900–1982)
- Ward Bennett
- David Birmingham (1937 -)
- Alfred Bolle (1887–1959)
- Louise Bourgeois
- Lina Bryans
- Alexander Calder
- Granville Carter (1920-1992), escultor
- Federico Cantu (1907-1989), pintor i escultor mexicà
- Mário Cesariny
- Ed Clark
- Coghuf (orig. Ernst Stocker) (1905–1976)
- Warrington Colescott
- Marie-Alain Couturier
- Charles Crodel
- Paul Daviaud
- Monique David
- Tamara de Lempicka
- Ghislaine de Menten de Horne
- Josefina de Vasconcellos
- Burhan Doğançay
- Haim Epstein
- Joseph Erhardy (1928-2012),
- Birgitta Moran Farmer
- Paul Fjelde
- Anne Flournoy
- Michael Frary
- Isaac Frenkel Frenel
- Herbert Gentry
- Paul Georges (1923-2002),
- Alberto Giacometti
- Charles Ginnever
- Jean Gorin (1899–1981),
- Angela Gregory (1903–1990)
- Otto Gutfreund
- Al Held
- Keith Henderson
- Raymond Hendler (1923-1998)
- Bror Hjorth
- Hans Hofmann
- René Iché
- Ion Irimescu
- Tove Jansson
- Sylvia Shaw Judson
- Louis Kahan

- Chintamoni Kar
- Dani Karavan
- Frantisek Kardaus (1908 -1986),
- Edmond Kiraz
- Albert Kotin (1907 – 1980)
- Jacques Kupfermann (1926 - 1987,
- Isabel Lambert/Rawsthorne
- Claude Lazar
- Eugène Leroy
- Israel-Isaac Lipshitz (1928)[3]
- Arthur McKay
- Jacques Mennessons
- Richard E. Miller
- Amedeo Modigliani
- Lewis Morley
- Isamu Noguchi
- Constantin Papachristopoulos
- Amelia Peláez
- Serge Poliakoff (1929)
- Basil Rakoczi (1908-1979)
- Paul Rebeyrolle (1926–2005)
- Jean-Paul Riopelle
- Nano Reid
- Seund Ja Rhee (1918–2009)
- Germaine Richier
- Pierre Rochereau
- Oscar Rodríguez Naranjo (1907–2006)
- Alexander Sachal
- Maggie Salcedo
- Zinaida Serebriakova
- Louis Schanker
- Nat Mayer Shapiro
- Irene Sharaff
- Amrita Sher-Gil
- Cesare Stea (1893 - 1960)
- Avigdor Stematsky (1908–89),
- André Stempfel
- George L. Stout
- Patrick Swift
- Shinkichi Tajiri
- Michel Thompson (1921–2007)
- Jean Toth
- Pierre Toutain-Dorbec
- Loreto Verrocchia
- John Walker
- Laura Wheeler Waring (1924)
- Zao Wou-ki (1920-)
- Eero Nelimarkka
- Rose Lane White Leavell (2014)